# Paderborner Methode
Die Paderborner Methode ist eine für Kinder konzipierte Methode für deren Fremdsprachenerwerb, die eine bestimmte planmäßige Vorgehensweise bei der Erteilung von Fremdsprachenunterricht zugrunde legt. Sie sieht zunächst das Erlernen einer einfacheren Fremdsprache – in diesem Fall Esperanto – und anschließend das Erlernen einer schwierigeren Fremdsprache vor.
Der Name stammt von einem Experiment von Helmar Frank am Institut für Kybernetische Pädagogik der Universität Paderborn (Deutschland), das den wissenschaftlichen Nachweis für ihre Wirksamkeit führte.

## Geschichte der Methode

### Versuche vor dem Paderborner Studium
Die vergleichsweise eher einfache Sprache und transparente Grammatik des Esperanto legt nahe, dass eine solche Sprache beim Erlernen der Grammatik im Allgemeinen oder sogar anderer Fremdsprachen helfen könnte.
Auf dieser Grundlage wurden bereits in den ersten Jahrzehnten der Esperanto-Geschichte Experimente durchgeführt, beispielsweise in Ungarn oder Großbritannien.
Von 1918 bis 1921 fand an einer Mädchenmittelschule in Bishop Auckland (GB) mit Esperanto als Vorbereitungssprache für Französisch und Deutsch ein solches Experiment statt. In den Jahren 1934 und 1935 fand dies ebenfalls an einer öffentlichen Hochschule in New York statt, sowie von 1947 bis 1951 am Provinzgmnasium in Sheffield (GB), wobei  dieses den Vorteil, den Esperanto für „weniger studientaugliche Kinder“ bietet, betonte. Die Egerton Park School in Denton (Manchester, GB) war von 1948 bis 1965 Modellschule, und eine Schule in Somero (Finnland) von 1958 bis 1963, letztere im Rahmen einer Studie zur Propädeutizität für das Deutsche.
Die Internationale Liga der Esperantolehrer (ILEI) koordinierte in den Jahren 1971 bis 1974 sowie von 1975 bis 1977 verschiedene internationale Studien in einigen Ländern (Belgien, Frankreich, Griechenland, Deutsche Bundesrepublik, Niederlande). 1977 trafen sich die Studenten zu einer gemeinsamen Woche, um verschiedene Fächer auf Esperanto zu lernen. In der zweiten Hälfte der 1970er-Jahre und zu Beginn der 1980er-Jahre fand Sprachorientierungsunterricht in Paderborn (siehe unten) statt. Bei diesem Experiment wurden die Schüler in verschiedene Gruppen mit unterschiedlichen Wegen eingeteilt, um den effektiven Nutzen der internationalen Sprache zu überprüfen. Unter den verschiedenen Experimenten in Italien folgt von 1983 bis 1988 das in der Grundschule „Rocca“ in San Salvatore di Cogorno (GE) durchgeführte Experiment der wissenschaftlichen Methode, die in Paderborn verfolgt wurde, mit der Aufteilung in 2 Gruppen:  eine fängt mit Esperanto an und die andere studiert Französisch.
Eine Tagung des italienischen Bildungsministeriums fasste 1995 verschiedene Studien und Experimente zusammen.

### Beschreibung des Experiments der Universität Paderborn
In einer Grundschule wurden unter der Leitung von Helmar Frank zwei konkurrierende Gruppen A und B gebildet. Gruppe A begann mit dem Englischunterricht in der dritten Klasse, während Gruppe B im selben Jahr mit dem Esperanto-Kurs (160 Stunden) begann und erst zwei Jahre später mit Englisch. Trotz des zeitlichen Unterschieds beim Englischlernen erreichte die Gruppe B bereits in der siebten Klasse die Gruppe A bei den Englischkenntnissen und überholte sie in der achten Klasse.

### Hypothesen zum Wirkmechanismus der Methode
Mehrere Hypothesen werden von Claude Piron in einigen seiner Artikel diskutiert.